# Sarah Dumont
Sarah Dumont (San Diego, California, 10 de abril de 1990) es una actriz y modelo estadounidense, conocida por interpretar el papel principal femenino en la película Scouts Guide to the Zombie Apocalypse. También ha aparecido en la película Don Jon y en la serie The Royals.

## Biografía
Sarah Dumont nació el 10 de abril de 1990 en San Diego, California (Estados Unidos), después de abandonar la escuela secundaria, comenzó su carrera como modelo. En 2009, tuvo un pequeño papel en un episodio de la serie Melrose Place. En 2013, debutó en la gran pantalla en la película romántica Don Jon donde interpretó el papel de Sequins, la película está escrita, dirigida y protagonizada por Joseph Gordon-Levitt. Ese mismo año también apareció en un episódio de la serie Agents of S.H.I.E.L.D..
En 2014 interpretó su primer papel protagonista en la película Acid Girls y luego apareció en varias producciones comoː Dads, The Rebels, Bad Ass 2: Bad Asses, Tbilisi, I Love You, Mixology, Oh, You Pretty Things!, Friends with Better Lives, Playing It Cool, y The League.
En 2015 Dumont interpretó el papel principal de Denise Russo en la película de comedia de terror Scouts Guide to the Zombie Apocalypse junto con Tye Sheridan, Logan Miller, Joey Morgan y David Koechner. La película está dirigida por Christopher B. Landon y se estrenó el 30 de octubre de 2015 por Paramount Pictures. También en 2015 apareció en varios episodios de la serie The Royals. En 2017, participó en dos producciones cinematográficas en 6 Below: Miracle on the Mountain dirigida por Scott Waugh, y como coprotagonista en la película Serpent  donde interpreta el personaje de Gweneth Kealey y posteriormente ha tenido papeles episódicos en varias series de televisión como Superstore (2016), The Oath y Hawaii Five-0 (2018).

## Filmografía

### Cine
| Año            | Título                                | Papel          | Notas         | Ref.   |
| -------------- | ------------------------------------- | -------------- | ------------- | ------ |
| 2013           | Don Jon                               | Sequins        |               |        |
| 2014           | Acid Girls                            | Pike           |               |        |
| 2014           | Bad Ass 2: Bad Asses                  | Jessica        | Video         |        |
| 2014           | Tbilisi, I Love You                   | Freedom        |               | [ 11 ] |
| 2014           | Playing It Cool                       | Chica guapa    |               |        |
| 2015           | Scouts Guide to the Zombie Apocalypse | Denise Russo   |               |        |
| 2016           | Rise                                  | Pleasure Model | Cortometraje  |        |
| 2017           | 6 Below: Miracle on the Mountain      | Sarah          |               | [ 12 ] |
| 2017           | Serpent                               | Gweneth Kealey |               | [ 9 ]  |
| 2020           | BAB                                   | Bab            |               |        |
| 2021           | Drive All Night                       | Morgan         |               |        |
| 2022           | The Accursed                          | Beth           |               | [ 13 ] |
| 2023           | The Resurrection of Charles Manson    | Grace          |               | [ 10 ] |
| 2023           | Zero Hour                             | Katrina        |               |        |
| —              | Vampires of the Velvet Lounge         | Helena         | Posproducción | [ 14 ] |
| (Fuente: IMDb) |                                       |                |               |        |

### Televisión
| Año            | Título                         | Papel               | Notas                                             | Ref. |
| -------------- | ------------------------------ | ------------------- | ------------------------------------------------- | ---- |
| 2009           | Melrose Place                  | Celeste             | Episodio «piloto»                                 |      |
| 2012           | CSI: Crime Scene Investigation | Vicky Sheldon       | Episodio «Seeing Red»                             |      |
| 2013           | Agents of S.H.I.E.L.D.         | Chica guapa         | Episodio «piloto»                                 |      |
| 2014           | Dads                           | Hot Girl / Jane     | 2 episodios                                       |      |
| 2014           | The Rebels                     | Chica guapa         | 1 episodio                                        |      |
| 2014           | Mixology                       | Tube Top Girl       | Episodio «Liv & Ron»                              |      |
| 2014           | Oh, You Pretty Things!         | Tennessee Mills     | 9 episodios                                       |      |
| 2014           | Friends with Better Lives      | Emma                | Episodio «Cyrano de Trainer-Zac»                  |      |
| 2014           | The League                     | Emma                | Episodio «Ménage à Cinq»                          |      |
| 2015           | The Royals                     | Mandy / Samantha    | 7 episodios                                       |      |
| 2016           | Superstore                     | Nikki               | Episodioː «Strike»                                |      |
| 2018           | The Oath                       | Kate Miller         | 6 episodios                                       |      |
| 2018           | Hawaii Five-0                  | Julia Berg          | Episodio «Aia i Hi'ikua; i Hi'ialo»               |      |
| 2018           | Corporate                      | Chloe               | Episodio «Society Tomorrow»                       |      |
| 2021           | Scene Snob Interviews          | Invitada            | Episodio «Interviews the Cast of Drive All Night» |      |
| 2021           | 9-1-1                          | Bethany             | Episodio «Suspicion»                              |      |
| 2023           | Miracle Workers                | Asistente de Ugulus | Episodio «H.O.A.»                                 |      |
| (Fuente: IMDb) |                                |                     |                                                   |      |